# Pseudometagea rugosa
Pseudometagea rugosa är en stekelart som beskrevs av John M. Heraty 1985. Pseudometagea rugosa ingår i släktet Pseudometagea och familjen Eucharitidae. Inga underarter finns listade i Catalogue of Life.